# Одоевский, Иван Михайлович
Ива́н Миха́йлович Одо́евский (1702—1775) — князь, лейтенант, действительный статский советник, президент Вотчинной коллегии.

## Биография
Родился в 1702 году. Отец — Михаил Юрьевич Одоевский (1671—1743), комнатный стольник царя Петра I (1682), гвардии подполковник, начальник армейской дивизии (1721). В семье также родились брат Пётр (? — 1749), ставший генерал-майором; и сестра Евдокия (? — 1791).
В 1716 году вступил в службу гардемарином, отправлен на учёбу в Англию. В 1721 году произведён в унтер-лейтенанты, в 1722 — в подпоручики морского флота, в 1726 — в лейтенанты, с 1733 года — лейтенант майорского ранга. В 1735 году уволен по болезни.
В конце 1725 года был гоф-юнкером, затем — камер-юнкером. С 8 сентября 1732 года — советник Вотчинной коллегии, 17 декабря 1733 года произведён в статские советники.
17 июля 1738 года назначен советником Дворцовой конторы, в 1740 году — президентом Вотчинной коллегии. 21 января 1741 года произведён в действительные статские советники. В 1754 году служил советником Мануфактур-коллегии.
В 1768 году продал имение Колычево-Покровское Ивану Петровичу Лопухину.
Умер 19 февраля (2 марта) 1775 года.

## Семья
Жена — Дарья Александровна Ржевская (? — 1754), дочь Александра Тимофеевича Ржевского (1691 — не ранее 1754), прокурора, президента Вотчинной коллегии (с 30.1.1736), и Анны Михайловны Прончищевой. 
Дети:
- Сергей (1735[10] — 16.4.1776[1]);
- Пётр (1740[11] — 1826)[6];
- Евдокия (1740[11] — ?), замужем за Иваном Ивановичем Измайловым, вторым браком — за Петром Фёдоровичем Талызиным.